# Lucy Marlow
Lucy Marlow, amerikansk skådespelerska, född i Los Angeles, Kalifornien den 20 november 1932, död 18 december 2018. Hennes karriär var kort, hon medverkade i endast sju filmer.

## Filmografi
- 1956 - Livet i gangstervärlden
- 1955 - I hennes våld
- 1955 - Min syster Eileen
- 1955 - Bring your smile along
- 1955 - Polisvittnet
- 1954 - En stjärna föds
- 1954 - Lucky Me